# Col d'Agua Negra
Le col d'Agua Negra ou col de l'Agua Negra (en espagnol : Paso de Agua Negra ou Paso del Agua Negra) est un col de la cordillère des Andes situé sur la frontière entre l'Argentine et le Chili, à 4 779 m d'altitude.

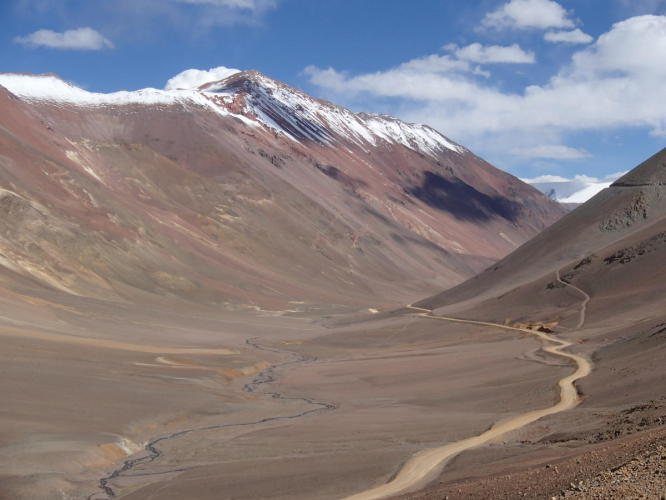
Vue du col du côté argentin.

## Projet de tunnel
Afin de faciliter les échanges entre l'Argentine et le Chili, un tunnel de 14 km de long devrait être construit en dessous du col. Il comporterait trois tubes (deux pour le trafic, un pour la ventilation) et serait ouvert toute l'année,, le col étant fermé en hiver. En mars 2015, l'Argentine approuve ce projet et attend la ratification du Chili.
La partie la plus profonde du tunnel devrait accueillir le Agua Negra Deep Experiment Site (ANDES), le tout premier laboratoire souterrain de l'hémisphère Sud. Celui-ci ne devrait toutefois pas voir le jour avant 2027.

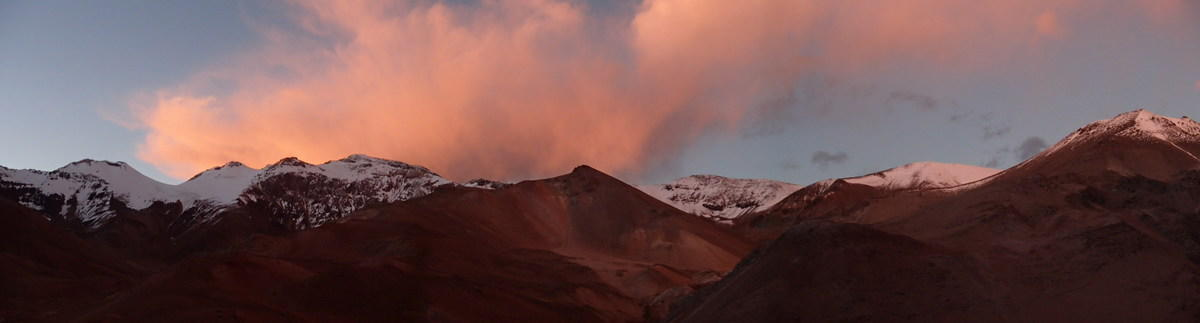
Le col du côté chilien.